# Ziguy Badibanga
Ziguy Badibanga (Evere, 26 novembre 1991) è un calciatore belga, attaccante dell'Hapoel Afula.

## Carriera

### Club
Ha giocato nella prima divisione dei campionati belga, olandese, greco, cipriota, moldavo, kazako ed ucraino.

## Palmarès

### Club

#### Competizioni nazionali
- Supercoppa del Belgio: 1

Anderlecht: 2010
- Coppa di Moldavia: 1

Sheriff Tiraspol: 2016-2017
- Campionato moldavo: 3

Sheriff Tiraspol: 2016-2017, 2017, 2018